# Сизрањ
Сизрањ (рус. Сызрань) град је у Русији у Самарској области. Према попису становништва из 2010. у граду је живело 178.773 становника.

## Становништво
Према прелиминарним подацима са пописа, у граду је 2010. живело 178.773 становника, 9.334 (4,96%) мање него 2002.
| 1939.  | 1959.   | 1970.   | 1979.   | 1989.   | 2002.   | 2010.   |
| ------ | ------- | ------- | ------- | ------- | ------- | ------- |
| 82.713 | 148.391 | 173.347 | 178.498 | 174.335 | 188.107 | 178.750 |

## Градови побратими
- Пингдингшан